# Antemio Isidoro
Flavio Antemio Isidoro (latino: Flavius Anthemius Isidorus; fl. 410-436) è stato un politico romano, imparentato con l'imperatore Antemio.

## Biografia
Originario dell'Egitto, Isidoro, nome col quale è chiamato in quasi tutte le fonti, era il figlio di Flavio Antemio, console del 405 e nonno dell'imperatore Antemio, di cui Isidoro era dunque zio materno. Flavio Antemio Isidoro Teofilo era probabilmente suo figlio.
In un periodo indefinito tra il 405 e il 410 fu proconsole d'Asia, come attestato da alcune iscrizioni ritrovate a Hypaepa in Lidia. Tra il 4 settembre 410 e il 29 ottobre 412 fu praefectus urbi di Costantinopoli; in tale qualità ricevette alcune norme conservatesi nel Codice teodosiano e nel Codice giustinianeo. Entrambe le cariche furono senz'altro dovute all'influenza del padre, che, in qualità di prefetto del pretorio d'Oriente deteneva effettivamente il potere.
Dopo essere stato in carica come Prefetto del pretorio dell'Illirico (22 aprile-10 ottobre 424), fu nominato all'influente carica di Prefetto del pretorio d'Oriente (29 gennaio 435-4 agosto 436); mentre era in carica, promulgò, insieme a Basso e a Simplicio Regino, un editto che metteva al bando gli scritti dell'esponente religioso Nestorio. Durante una carestia, fornì delle provviste alla città di Efeso, che lo ringraziò in un'iscrizione. Nel 436 fu anche console prior, assieme a Flavio Senator.
Morì entro il 446/447.